# پاین‌اپل اکسپرس (فیلم)
پاین‌اَپل اکسپرس (به انگلیسی: Pineapple Express) فیلمی اکشن کمدی محصول سال ۲۰۰۸ آمریکا و به کارگردانی دیوید گوردون گرین و نویسندگی ست روگن و اوان گلدبرگ است. ست روگن و جیمز فرانکو بازیگران اصلی فیلم هستند. داستان فیلم بر روی یک توزیع‌کننده مواد مخدر و تأمین‌کننده او متمرکز است که پس از مشاهده ارتکاب قتل، مجبور می‌شوند از دست پلیس‌ها و قاتل‌ها فرار کنند. جاد اپتاو، تهیه‌کننده فیلم، که قبلا با روگن و گلدبرگ در فیلم‌های باردار و خیلی بد همکاری کرده‌بود، در توسعه فیلم‌نامه به آنها کمک کرد.
پاین‌اپل اکسپرس توسط کلمبیا پیکچرز در تاریخ ۶ اوت ۲۰۰۸ منتشر شد در روز اول اکرانش ۱۲٬۱ میلیون دلار فروخت و در آخر هفته پس از شوالیه تاریکی در رتبه دوم جدول فروش هفتگی قرار گرفت. این فیلم تا پایان اکران خود در سراسر جهان ۱۰۱٬۶ میلیون دلار فروش رفت درحالیکه بودجه ساخت آن ۲۶ میلیون دلار بود. پاین‌اپل اکسپرس عموماً نقدهای مثبتی از سوی منتقدان در زمینه داستان و بازیگری دریافت کرد. فیلم پس از اکران طرفداران زیادی پیدا کرد. فرانکو برای هنرنمایی خود در این فیلم نامزد جایزه گلدن گلوب شد.
پس از موفقیت فیلم در میان منتقدان و مردم، روگن، گلدبرگ و اپتاو به ساخت دنباله فیلم علاقه نشان دادند اما به دلیل اختلافات اپتاو با سونی بر سر بودجه، این پروژه به نتیجه نرسید و کنسل شد.

## داستان
دیل دنتون، توزیع‌کننده مواد مخدر، برای شام باید به خانه نامزدش، آنجی، برود و شام را با خانواده او بخورد. اما قبل از قرار شام او باید محموله‌ای از مواد مخدری جدید و کمیاب به نام «پاین‌اپل اکسپرس» را توزیع کند. دیل در اولین مقصد خود شاهد به قتل رسیدن مردی آسیایی توسط پلیس و یکی از خطرناک‌ترین قاچاق‌چیان مواد مخدر می‌شود. او هراسان فرار می‌کند اما قاتل او را شناسایی می‌کند. دیل و دوستش سول، که تأمین‌کننده مواد مخدر است، باید از دست قاتل‌ها فرار کنند.‌

## بازیگران
- ست روگن در نقش دیل دنتون، توزیع‌کننده مواد مخدر که به مصرف ماری‌جوآنا علاقه دارد.
- جیمز فرانکو در نقش سائول سیلور، فروشنده مواد مخدر که شخصیت خونسرد و دوستانه‌ای دارد. او دیل را به عنوان دوست خود می‌بیند اگرچه دیل این احساس را ندارد.
- دنی مک‌براید در نقش رد، تأمین‌کننده مواد سائول.
- گری کول در نقش تد جونز، یک قاچاقچی مواد مخدر خطرناک که یکی از اعضای باند رقیب را می‌کشد.
- کوین کوریگان در نقش بودلوفسکی، یکی از محافظان جونز
- کریگ رابینسون در نقش ماتسون، دستیار بودلوفسکی
- رزی پرز در نقش کارول، یک افسر پلیس فاسد که در قتل به تد جونز کمک می‌کند.
- کن جیونگ در نقش کن، رهبر باند کره‌ای
- امبر هرد در نقش آنجی، دوست‌دختر ۱۸ ساله دیل
- اد بیگلی. جی آر و نورا دان در نقش‌های رابرت و شانین، والدین آنجی که با رابطه آنجی و دیل مخالف‌اند.
- سلئو کینگ در نقش افسر پلیس
- بیل هیدر در نقش سرباز میلر، یک سرباز آمریکایی که در اولین صحنه فلش‌بک، ماری‌جوآنا می‌کشد.
- جیمز رمار در نقش ژنرال برت، کسی‌که ماری‌جوآنا را غیرقانونی اعلام کرد.
- جاستین لانگ در نقش جاستین

## تولید
به گفته جاد اپتاو، تهیه‌کننده فیلم، الهام‌بخش ساخت فیلم، شخصیت فلوید با بازی برد پیت در فیلم داستان عاشقانه واقعی بود. او در این‌باره گفت: «فکر کنم جالب است که فیلمی بسازم که در آن شخصیت را از آپارتمانش دنبال کنی و ببینی که توسط آدم‌های بد و خطرناک تعقیب می‌شود.» به گفته روگن، بودجه ایده‌آل ساخت فیلم ۴۰ میلیون دلار بود اما سونی پیکچرز تنها ۲۵ میلیون دلار به فیلم اختصاص داد.
در ابتدا قرار بود که روگن نقش سائول را بازی کند، اما اپتاو پیشنهاد داد که فرانکو این نقش را بازی کند. روگن نیز پس از خواندن دوباره فیلم‌نامه موافقت کرد که نقش دیل را بازی کند.